# Liz Carmouche
Liz Carmouche (Lafayette, 19 febbraio 1984) è una lottatrice di arti marziali miste statunitense.
Combatte nella categoria dei pesi gallo per l'organizzazione UFC, dove è stata la prima contendente al titolo nel 2013 quando affrontò senza successo la campionessa Ronda Rousey.
In passato è stata una contendente al titolo di categoria Strikeforce nel 2011 venendo sconfitta dall'allora campionessa Marloes Coenen, ed ha combattuto anche nella promozione Invicta FC.
È un'ex marine, attiva per cinque anni dal 2004 al 2009 come elettricista di elicotteri, ed ha preso parte a tre missioni nel medio oriente.
È dichiaratamente lesbica.
È stata premiata Newcomer of the Year ai Women's Mixed Martial Arts Awards nel 2010.
Per le classifiche unificate è la terza lottatrice più forte al mondo nella categoria dei pesi mosca.

## Caratteristiche tecniche
Liz è cintura gialla di kenpō e cintura viola di jiu jitsu brasiliano.
Sopperisce alle proprie lacune tecniche con una notevole aggressività e potenza; è particolarmente efficace il suo ground and pound.

## Carriera nelle arti marziali miste

### Inizi
Liz Carmouche è di origini libanesi, irlandesi e cajun; è nata in Louisiana ed è cresciuta ad Okinawa, in Giappone.
Terminata la sua esperienza come marine, nel 2010 debutta come lottatrice professionista di arti marziali miste e prende parte a tre eventi in California e Bassa California, finalizzando le tre avversarie.

### Strikeforce
Sempre nel 2010 con un record di 3-0 Carmouche viene scelta dalla prestigiosa organizzazione Strikeforce, una delle poche promozioni statunitensi di rilievo che prevedesse divisioni femminili, per prendere parte al torneo dei pesi gallo che avrebbe premiato la vincitrice con la possibilità di sfidare la campionessa in carica Sarah Kaufman: in realtà Carmouche prese parte ad un incontro per determinare la riserva che eventualmente avrebbe sostituito una delle partecipanti al torneo impossibilitata a proseguire per infortunio, e nonostante fosse riuscita a sconfiggere l'avversaria Colleen Schneider ai punti nessuna delle quattro lottatrici del torneo diede forfait e quindi Carmouche non prese parte al torneo stesso.
Il contratto Strikeforce non era esclusivo, e così Liz poté contemporaneamente gareggiare anche in altre promozioni: in settembre batté la pluricampionessa mondiale kirghisa-peruviana di muay thai Valentina Shevchenko in un evento C3 Fights.
Liz torna a combattere in Strikeforce verso fine 2010 e vince ancora, questa volta per KO tecnico contro l'esperta Jan Finney, portando il proprio record personale da imbattuta a 5 vittorie, tutte nel 2010.
Grazie a tale curriculum e al fatto che la contendente numero uno e vincitrice del torneo del 2010 Miesha Tate era infortunata, nel 2011 Carmouche diviene una sfidante al titolo dei pesi gallo Strikeforce, che al tempo era nelle mani della forte olandese Marloes Coenen: nell'incontro per il titolo Liz mette a dura prova l'avversaria, ma la campionessa la spunta durante il quarto round con una sottomissione per strangolamento, riuscendo così a difendere il titolo con successo e infliggendo a Carmouche la prima sconfitta della sua carriera.
Nel successivo incontro affrontò l'ex campionessa Sarah Kaufman, abile striker che sconfisse Carmouche ai punti.

### Invicta Fighting Championships
Nel 2012 Liz entrò nella neonata promozione Invicta FC, organizzazione statunitense tutta al femminile e di gran prestigio nelle WMMA fin dalla sua nascita.
Esordì nel primo evento Invicta FC 1: Coenen vs. Ruyssen sconfiggendo Ashleigh Curry per KO tecnico nel primo round.
Lo stesso anno prese parte al secondo evento Invicta FC 2: Baszler vs. McMann, dove affrontò la cintura nera di taekwondo Kaitlin Young, decorata praticante di MMA: Carmouche vinse per sottomissione durante il secondo round.
Nel novembre 2012 avrebbe dovuto tornare a combattere in Strikeforce per un match contro l'imbattuta wrestler Sara McMann, ma quest'ultima s'infortunò e la sfida saltò.

### Ultimate Fighting Championship
Verso la fine del 2012 l'UFC, la più prestigiosa organizzazione di arti marziali miste del mondo, decise di inserire la divisione dei pesi gallo femminili sulla scia della grande popolarità acquisita dall'ultima campionessa Strikeforce Ronda Rousey, che fu la prima femmina nella storia dell'UFC ad essere messa sotto contratto come lottatrice; Ronda, Liz e Miesha Tate furono le prime tre lottatrici del roster di categoria, e proprio Carmouche venne scelta come prima sfidante per il titolo dei pesi gallo femminili UFC: fu un momento storico non solo per le WMMA ma soprattutto per Carmouche stessa, che si ritrovò nel main match dell'evento UFC 157: Rousey vs. Carmouche.
Al suo debutto in UFC perde per sottomissione (armbar) contro la campionessa imbattuta Ronda Rousey in un bellissimo match che ha visto Liz mettere in difficoltà la Ronda nelle battute iniziali dell'incontro come mai nessuna sua avversaria era riuscita in precedenza.
Nel successivo incontro avrebbe dovuto affrontare un'altra ex campionessa Strikeforce quale è Miesha Tate, ma quest'ultima venne scelta per rimpiazzare l'infortunata Zingano nel ruolo di coach nel reality show The Ultimate Fighter, e così l'avversaria divenne la ventunenne brasiliana Jéssica Andrade, la quale in precedenza lottava nella divisione dei pesi mosca: Liz s'impose nettamente e ottenne il KO tecnico con il suo attivo ground and pound, vincendo così il suo primo incontro UFC.
In novembre cade contro un'altra ex top fighter Strikeforce ed Invicta FC, ovvero Alexis Davis.
Inizia male anche il 2014 con la sconfitta contro l'ex campionessa Strikeforce Miesha Tate.
In ottobre prende parte ai mondiali di jiu jitsu brasiliano no-gi in California nei tornei per le cinture viola, vincendo una medaglia di bronzo nella categoria dei pesi medi.
Ad aprile del 2015 torna a combattere nell'ottagono, ottenendo un'importante vittoria contro Lauren Murphy per decisione unanime. Mentre a settembre venne scelta come sostituta di Leslie Smith, per affrontare Raquel Pennington. Tuttavia, a soli pochi giorni dall'annuncio dell'incontro la Carmouche si infortunò, venendo in seguito sostituita da Jéssica Andrade.
Il 12 novembre del 2016 affrontò Katlyn Chookagian all'evento UFC 205. Liz vinse l'incontro per decisione non unanime.

## Risultati nelle arti marziali miste
| Risultato | Record | Avversario                   | Metodo                           | Evento                                           | Data              | Round | Tempo | Città                        | Note                                                                |
| --------- | ------ | ---------------------------- | -------------------------------- | ------------------------------------------------ | ----------------- | ----- | ----- | ---------------------------- | ------------------------------------------------------------------- |
| Vittoria  | 16-7   | Kana Watanabe                | KO tecnico (pugni)               | Bellator 261: Johnson vs. Moldavsky              | 25 giugno 2021    | 1     | 0:35  | Uncasville, Stati Uniti      |                                                                     |
| Vittoria  | 15-7   | Vanessa Porto                | Decisione (unanime)              | Bellator 256: Bader vs. Machida 2                | 9 aprile 2021     | 3     | 5:00  | Uncasville, Stati Uniti      |                                                                     |
| Vittoria  | 14-7   | DeAnna Bennett               | Sottomissione (rear-naked choke) | Bellator 246: Archuleta vs. Mix                  | 12 settembre 2020 | 3     | 3:17  | Uncasville, Stati Uniti      |                                                                     |
| Sconfitta | 13-7   | Valentina Ševčenko           | Decisione (unanime)              | UFC Fight Night: Shevchenko vs. Carmouche 2      | 10 agosto 2019    | 5     | 5:00  | Montevideo, Uruguay          | Per il titolo UFC pesi mosca.                                       |
| Vittoria  | 13-6   | Lucie Pudilová               | Decisione (unanime)              | UFC Fight Night: Błachowicz vs. Santos           | 23 febbraio 2019  | 3     | 5:00  | Praga, Repubblica Ceca       |                                                                     |
| Vittoria  | 12-6   | Jennifer Maia                | Decisione (unanime)              | UFC Fight Night: dos Santos vs. Ivanov           | 14 luglio 2018    | 3     | 5:00  | Boise, Stati Uniti           |                                                                     |
| Sconfitta | 11-6   | Alexis Davis                 | Decisione (non unanime)          | UFC Fight Night: Swanson vs. Ortega              | 9 dicembre 2017   | 3     | 5:00  | Fresno, Stati Uniti          | Debutto nei pesi mosca.                                             |
| Vittoria  | 11-5   | Katlyn Chookagian            | Decisione (non unanime)          | UFC 205: Alvarez vs. McGregor                    | 12 novembre 2016  | 3     | 5:00  | New York, Stati Uniti        |                                                                     |
| Vittoria  | 10-5   | Lauren Murphy                | Decisione (unanime)              | UFC Fight Night: Mendes vs. Lamas                | 4 aprile 2015     | 3     | 5:00  | Fairfax, Stati Uniti         |                                                                     |
| Sconfitta | 9-5    | Miesha Tate                  | Decisione (unanime)              | UFC on Fox: Werdum vs. Browne                    | 19 aprile 2014    | 3     | 5:00  | Orlando, Stati Uniti         |                                                                     |
| Sconfitta | 9-4    | Alexis Davis                 | Decisione (unanime)              | UFC: Fight for the Troops 3                      | 6 novembre 2013   | 3     | 5:00  | Fort Campbell, Stati Uniti   |                                                                     |
| Vittoria  | 9-3    | Jéssica Andrade              | KO Tecnico (pugni e gomitate)    | UFC on Fox: Johnson vs. Moraga                   | 27 luglio 2013    | 2     | 3:57  | Seattle, Stati Uniti         |                                                                     |
| Sconfitta | 8-3    | Ronda Rousey                 | Sottomissione (armbar)           | UFC 157: Rousey vs. Carmouche                    | 23 febbraio 2013  | 1     | 4:49  | Anaheim, Stati Uniti         | Per il titolo dei Pesi Gallo UFC                                    |
| Vittoria  | 8–2    | Kaitlin Young                | Sottomissione (rear naked choke) | Invicta FC 2: Baszler vs. McMann                 | 28 luglio 2012    | 2     | 3:34  | Kansas City, KS, Stati Uniti |                                                                     |
| Vittoria  | 7–2    | Ashleigh Curry               | KO Tecnico (pugni)               | Invicta FC 1: Coenen vs. Ruyssen                 | 28 aprile 2012    | 1     | 2:01  | Kansas City, KS, Stati Uniti | Debutto in Invicta FC                                               |
| Sconfitta | 6–2    | Sarah Kaufman                | Decisione (unanime)              | Strikeforce Challengers: Voelker vs. Bowling III | 22 luglio 2011    | 3     | 5:00  | Las Vegas, Stati Uniti       |                                                                     |
| Sconfitta | 6–1    | Marloes Coenen               | Sottomissione (triangolo)        | Strikeforce: Feijao vs. Henderson                | 5 marzo 2011      | 4     | 1:29  | Columbus, Stati Uniti        | Per il titolo dei Pesi Gallo Strikeforce                            |
| Vittoria  | 6–0    | Jan Finney                   | KO Tecnico (pugni)               | Strikeforce Challengers: Wilcox vs. Ribeiro      | 19 novembre 2010  | 3     | 1:30  | Jackson, Stati Uniti         |                                                                     |
| Vittoria  | 5–0    | Valentina Ševčenko           | KO Tecnico (ritiro)              | C3 Fights: Red River Rivalry                     | 30 settembre 2010 | 2     | 3:00  | Concho, Stati Uniti          |                                                                     |
| Vittoria  | 4–0    | Colleen Schneider            | Decisione (unanime)              | Strikeforce Challengers: Riggs vs. Taylor        | 13 agosto 2010    | 2     | 3:00  | Phoenix, Stati Uniti         | Torneo Strikeforce 2010 Women's Welterweight, eventuale ripescaggio |
| Vittoria  | 3–0    | Margarita de la Cruz Ramirez | KO Tecnico (stop medico)         | UWCM 7: Evolution                                | 26 giugno 2010    | 2     | 5:00  | Tijuana, Messico             |                                                                     |
| Vittoria  | 2–0    | Aleena Albertson             | Sottomissione (armbar)           | Native Fighting Championship 5                   | 29 maggio 2010    | 2     | 0:48  | Campo, Stati Uniti           |                                                                     |
| Vittoria  | 1–0    | Trudie Ginn                  | KO (calcio al corpo)             | -                                                | 13 marzo 2010     | 1     | 2:59  | Tijuana, Messico             |                                                                     |